# Harry Baird
Harry Baird (* 12. Mai 1931 in Georgetown, Britisch-Guayana; † 13. Februar 2005 in London) war ein britischer Schauspieler.

## Leben
Baird, der in Kanada und England erzogen wurde, spielte seine erste Rolle in Carol Reeds Voller Wunder ist das Leben 1954; der physischen Präsenz des farbigen Darstellers gemäß schon damals in einer körperlich orientierten Rolle als Boxer. Im Folgejahr sah man ihn auf der Bühne in London, wo er im Musical Kismet eingesetzt wurde; es folgten Rollen im Fernsehen und Film genauso wie weitere Theaterengagements; meist als Schauspieler, manchmal auch als Stuntman. Aufmerksamkeit erregte seine Darstellung als verstörter kriminalisierter schwarzer Jugendlicher im Film Sapphire 1959 von Basil Dearden ebenso wie sein Fernsehfilm Secret agent 1964.
Baird erweiterte seine Auftritte um Filme auf dem europäischen Kontinent, vor allem in Italien und Frankreich; in England drehte er u. a. mit Michael Caine, mit dem ihn fortan eine enge Freundschaft verband. Mitte der 1970er Jahre zwang die Diagnose eines Glaukoms Baird zur Beendung seiner Karriere.

## Filmografie (Auswahl)
- 1955: Voller Wunder ist das Leben (A Kid for Two Farthings)
- 1959: Das Mädchen Saphir (Sapphire)
- 1961: Gebrandmarkt (The Mark)
- 1962: Der Weg nach Hongkong (Road to Hongkong)
- 1962: Taurus – Der Gigant von Thessalien (Taur, re della forza bruta)
- 1963: Endstation 13 Sahara (Station Six-Sahara)
- 1963: Der Gehetzte von Soho (The Small World of Sammy Lee)
- 1964: Das Verrätertor (The Traitor's Gate)
- 1964–1965: Geheimauftrag für John Drake (Danger Man) (Fernsehserie, 3 Folgen)
- 1967: Flüsternde Wände (The Whisperers)
- 1969: Im Todesgriff der roten Maske (The Oblong Box)
- 1969: Charlie staubt Millionen ab (The Italian Job)
- 1970: UFO (Fernsehserie, 6 Folgen)
- 1972: Ein Hosianna für zwei Halunken (Trinità e Sartana figli di…)
- 1973: Vier Teufelskerle (Campa carogna… la taglia cresce)
- 1975: Verdammt zu leben – verdammt zu sterben (I quattro dell'apocalisse)